# Květoslav Innemann
Květoslav Innemann (29. června 1910 Lom u Mostu – 9. února 1971) byl český a československý politik Komunistické strany Československa a poúnorový poslanec Národního shromáždění ČSR.

## Biografie
Pocházel z rodiny horníka. Vyučil se knihařem. Již v mládí byl aktivní v komunistickém hnutí. Byl členem Komsomolu a roku 1928 vstoupil do KSČ. Už v meziválečném období zastával stranické funkce v severních Čechách, od ledna 1937 do listopadu 1938 byl oblastním tajemníkem KSČ v brněnském kraji.
Za okupace byl aktivní v odboji. Už v březnu 1939 ho zatklo gestapo a téhož roku byl deportován do koncentračního tábora Dachau, později byl vězněn v koncentračním táboře Buchenwald. Strávil zde celou válku a 20. května 1945 se vrátil do ČSR. Zapojil se do budování KSČ v Ústí nad Labem a stal se předním funkcionářem okresního a později krajského výboru KSČ. Působil v okresní správní komisi jako vedoucí policejního referátu. 13. září 1945 na tuto funkci rezignoval a stal se pak předsedou okresní vyšetřovací komise při okresní správní komisi. Zastával funkci vedoucího tajemníka KV KSČ v Ústí nad Labem.
Ve volbách roku 1948 byl zvolen do Národního shromáždění za KSČ ve volebním kraji Ústí nad Labem. V parlamentu setrval do konce funkčního období, tedy do voleb v roce 1954. VIII. sjezd KSČ ho zvolil členem Ústředního výboru Komunistické strany Československa. Ve funkci ho potvrdil IX. sjezd KSČ, X. sjezd KSČ a XI. sjezd KSČ. XII. sjezd KSČ a XIII. sjezd KSČ ho zvolil kandidátem ÚV KSČ. Byl mu udělen Řád republiky. V Ústí nad Labem působil do roku 1950, později byl předsedou Krajského výboru KSČ v Ostravě. V březnu 1959 se stal ředitelem Nakladatelství politické literatury. Zde setrval do odchodu do penze roku 1970. Zemřel v únoru 1971.